# ووشانوواتس
ووشانوواتس (به صربی: Vošanovac) یک منطقهٔ مسکونی در صربستان است که در پتروواتس نا ملاوی واقع شده‌است.